# Cvija
Cvija, pseudonimo di Stefan Cvijović (in serbo Стефан Цвијовић?; Belgrado, 3 agosto 1989), è un cantante e rapper serbo.

## Biografia
Stefan è nato e cresciuto a Belgrado, nel quartiere di Medaković. Prima di iniziare a dedicarsi alla musica in età adolescenziale, ha praticato a lungo il calcio. Durante un'intervista ha ammesso che gli piaceva parecchio ricoprire il ruolo di portiere e ha spiegato che i suoi sogni di diventare un atleta professionista sono stati distrutti da terzi. Dopo aver terminato le scuole superiori, si è iscritto all'università frequentando la facoltà di sound design.
Nel 2006 ha avviato la sua carriera musicale e, affiancato dal produttore musicale Ivan Rakić, ha registrato la sua prima canzone intitolata Navika. Si è fatto notare nel 2008 quando ha presentato al pubblico il suo primo album in studio Taj rad, il quale contiene il brano Moja želja si ti che lo ha reso popolare. Da allora ha pubblicato numerosi successi e ha collaborato con svariati colleghi dei Balcani. All'età di soli 20 anni, Cvija si è esibito davanti a 8 000 persone a Skopje.
Dal 2009 è proprietario della società di produzione e studio musicale Hit Music Production, mentre dal 2017 lo è del marchio di moda Steven Dockman.

## Discografia

### Album in studio
- 2008 – Taj rad
- 2009 – I dalje tu
- 2011 – Nisam mogao da ćutim
- 2015 – Bogu hvala
- 2017 – Heroji

### EP
- 2010 – One i lova (con Rasta)
- 2024 – Fenomeno

### Singoli

#### Come artista principale
- 2011 – Noć za nas (con Dara Bubamara)
- 2011 – Večeras (con Dado Polumenta)
- 2011 – Ne znam gde sam (con MC Stojan)
- 2013 – Pozovi me/Obadi mi se (con Andrea)
- 2013 – Neka je boli (con Mladja e Roby Rob)
- 2013 – Zanjiši kukovima (con Željko Vasić e T Blazer)
- 2013 – Nema te (con Rada Manojlović)
- 2014 – Brzina
- 2014 – Sexy dupe (con MC Yankoo)
- 2014 – Mogu ja bez ljubavi (con Mladja feat. Sha)
- 2014 – Gde si ti
- 2015 – Ne plači
- 2015 – Ubila si me
- 2016 – Bahami
- 2017 – Abu Dabi (con MC Yankoo)
- 2017 – Mene to ne zanima
- 2017 – Novčanice
- 2018 – Tajne
- 2018 – Insta
- 2018 – Huligani
- 2018 – Probisvet
- 2019 – Gori gori
- 2019 – Nokaut (con Teodora)
- 2019 – Milion (con Kobrica)
- 2019 – Derbi (con In Vivo)
- 2019 – Ona bi to (con MC Yankoo)
- 2019 – Ista si ko sve (con MC Yankoo)
- 2020 – O mama
- 2020 – Poziv
- 2021 – Za volanom
- 2021 – Film o nama (con Edita)
- 2021 – Muni mani (con 2Bona)
- 2022 – Ma idemo (con Tasko)
- 2022 – Ona (con Rasta)
- 2022 – Bella
- 2022 – Promaja (con Gazda Paja)
- 2022 – Život skup (con Coby)
- 2023 – Kriva je kafana (con Sanja Vučić)
- 2023 – Brazil (con THCF)
- 2023 – Lego
- 2024 – Karma (con Link)
- 2024 – Zodiak
- 2024 – Popstar (con Zera)
- 2024 – Analgetik (con Lacku)
- 2024 – BVS (con Rasta, DJ Link e Valentinna)

#### Come artista ospite
- 2010 – Što te volim (Elitni Odredi feat. Cvija)
- 2011 – Kratak spoj (Trik FX feat. Cvija)
- 2011 – Karamela (In Vivo feat. Cvija)
- 2011 – Tobogan (LoOney feat. Cvija)
- 2012 – Volim to što radiš (T-Blazer feat. Andrej Ilić e Cvija)
- 2013 – Zanjiši kukovima (Željko Vasić feat. T-Blazer e Cvija)
- 2017 – Tako dobro (Rasta feat. Cvija)